# NGC 7641
NGC 7641 este o galaxie situată în constelația Pegas. A fost descoperită în 24 septembrie 1873 de către Édouard Stephan⁠(d). Se află la o distanță de 141,91 de megaparseci de Pământ.